# Hank Williams (énekes, 1923–1953)
Hiram King „Hank” Williams (Mount Olive, Butler megye, Alabama, 1923. szeptember 17. – Oak Hill, Nyugat-Virginia, 1953. január 1.) amerikai énekes-dalszerző és zenész. A 20. század egyik legjelentősebb és legnagyobb befolyást gyakorló amerikai énekese és dalszerzője. Williams 35 kislemezt rögzített (öt posztumusz jelent meg), amely felkerült a Billboard Country & Western Best Sellers Top 10 listájára, közülük 11 első helyezést ért el (három posztumusz).
A Mount Olive-ban született Butler megyében, Alabamában. Williams Georgiana- ba költözött családjával, ahol találkozott Rufus Payne-nel, aki ételért vagy pénzért cserébe gitárórákat adott neki. Payne nagy hatással volt Williams későbbi zenei stílusára, Roy Acuff és Ernest Tubb mellett. Williams később átköltözött Montgomerybe, ahol 1937-ben kezdte zenei pályafutását, amikor a WSFA rádióállomás producerei 15 perces műsorra bérelték fel. Megalakította az anyja által menedzselt Drifting Cowboys együttest, és otthagyta az iskolát, hogy időt fordítson karrierjére.
Amíg a banda több tagját is besorozták katonának a második világháború ideje alatt, Williamsnek gondot okozott helyettesíteni őket és a WSFA megszüntette a szerződését az alkoholproblémái miatt. Williams végül feleségül vette Audrey Sheppard-ot, aki közel egy évtizeden át volt a menedzsere. A "Never Again" és a „Honky Tonkin” felvétele után (Sterling Records), szerződést kötött az MGM Records-szal. 1947-ben megjelentette a " Move It on Over "-t, ami sláger lett, és csatlakozott a Louisiana Hayride rádióprogramhoz.
Egy évvel később kiadta a „Lovesick Blues” feldolgozását, melyet a Herzog Studio-ban rögzítettek Cincinnatiban, amely a zenei világ főáramlatába repítette őt. A kezdeti elutasítás után Williams csatlakozott a Grand Ole Opry-hoz. Nem tudott kottát olvasni vagy lejegyezni. Az általa írt slágerek között szerepel " Your Cheatin 'Heart", "Hey, Good Lookin" és "I'm So Loneome I Could Cry".
A hátfájás, az alkoholizmus és a vényköteles gyógyszerhasználat az évek alatt súlyosan veszélyeztették egészségét. 1952-ben elvált Sheppardtól, és a Grand Ole Opry elbocsátotta megbízhatatlansága és alkoholfogyasztása miatt. 1953-ban 29 évesen, újév napján, hirtelen érte a halál, míg Cantonba, Ohio-ba tartott egy koncertre. Rövid élete dacára Williams az egyik legünnepeltebb és legnagyobb népszerűségnek örvendő zenész a 20. században, különösen a countryzene tekintetében.
Sok művész adott elő Williams által írt és rögzített dalokat.Elvis Presleyt, Jerry Lee Lewist és Bob Dylant is befolyásolta. Williams-et a következő hírességek csarnokába iktatták be: Country Music Hall of Fame (1961), Songwriters Hall of Fame (1970), Rock and Roll Hall of Fame (1987)

## Fiatalkora
Williams az alabamai Butler megyében született. A szülei Jessie Lillybelle „Lillie” és Elonzo Huble „Lon” Williams, aki angol származású. Elonzo Williams mérnökként dolgozott a WT Smith fűrészáru vállalat vasútjain. Az első világháború alatt 1918 júliusától 1919 júniusáig szolgált. Súlyosan megsérült, miután kiesett egy teherautóból, eltört a kulcscsontja és súlyos fejsérüléseket szenvedett.
Visszatérése után megszületett a család első gyermeke, Irene, 1922. augusztus 8-án. Egy másik fia röviddel a születés után meghalt. Hiram, harmadik gyermekük 1923. szeptember 17-én született Mount Olive-ban. Mivel Elonzo Williams szabadkőműves volt és felesége pedig a keleti Csillag rendjének tagja volt, a gyermeket a Türösz királya, Hiram után nevezték el (a szabadkőművesek egyik alapítója, a szabadkőműves legenda szerint). A nevét véletlenül „Hiriam”-nak írták születési anyakönyvi kivonatán, amelyet Hank tíz éves kora körül készítettek el. 
Gyermekként a „Harm” becenevet kapta családjától, „Herky” vagy „Poots” néven barátai szólították. Nyitott gerinccel született, (veleszületett rendellenesség), ami számára élethosszig tartó fájdalommal járt – ez egy tényező volt, ami későbbi alkohol- és kábítószer-problémáit okozta. Williams apját gyakran áthelyezték a faipari cég vasútjain, emiatt a család sok dél-alabamai városban élt. 1930-ban, amikor Williams hétéves volt, apja arcbénulástól kezdett szenvedni. A floridai Pensacolai Veteránügyi Klinikán az orvosok megállapították, hogy az oka agyi aneurizma és Elonzót elküldték a VA orvosi központba Alexandriában, Louisianában. Nyolc évi töltött kórházban, így többnyire hiányzott Hiram gyermekkorából. Ettől az időponttól kezdve Lillie Williams vállal felelősséget a családért.
1934 őszén a Williams család Greenville-be költözött, ahol Lillie megnyitott egy panziót Butler megye bírósága mellett. 1935-ben a Williams család letelepedett Garlandba, ahol Lillie Williams újabb panziót nyitott. Egy idő múlva az unokatestvérével, Opal McNeill-lel együtt költöztek Georgianába, ahol Lillie több mellékállást is vállalt, hogy támogassa gyermekeit a nagy gazdasági világválság ellenére. Egy konzervgyárban dolgozott, és éjszakai ápolónőként szolgált a helyi kórházban. 
Első házuk leégett, és a család elveszítette tulajdonát. Egy új házba költöztek a város másik oldalán, a Rose Streeten, amelyet Williams anyja hamarosan panzióvá alakított. A házban volt egy kis kert, amelyben változatos növényeket termesztettek, amiket Williams és nővére, Irene értékesített Georgiana körül. Egy georgianai látogatás alkalmával Hank Williams találkozott J. Lister Hill amerikai képviselővel, miközben az Alabama-n keresztül kampányolt. Williams elmondta Hillnek, hogy édesanyja szeretne beszélni vele a problémáiról és hogy szüksége lenne Elonzo Williams rokkantsági nyugdíjára. Hill segítségével a család megkapta a pénzt. Orvosi állapota ellenére a család egészen jól kijött pénzügyileg.
Számos történet létezik Williams első gitárjáról. Édesanyja állította, hogy ő vásárolta, abból a pénzből, amit földimogyoró eladásából szerzett, de sok városlakó állította magáról, hogy ő volt az, aki megvette a gitárt. Georgiana-ban élve Williams találkozott Rufus "Tee-Tot" Payne-el, egy utcai előadóval. Payne adott Williamsnek gitárórákat a Lillie Williams által készített ételekért vagy pénzért. Payne alapzenei stílusa blues volt.
Williamsnek akkordokat, akkordmeneteket, basszus fordulatokat és zenei kíséretet tanított, amit a legtöbb jövőbeni dalszerzésében használhatott. Később Williams rögzített egyet a dalok közül, amiket Payne neki tanított neki:"My Bucket's Got a Hole in It". Williams zenei stílusára Payne is befolyást gyakorolt sok más country zenésszel együtt, köztük a "Singing Brakeman" Jimmie Rodgers, Moon Mullican és Roy Acuff. 1937-ben Williams fizikai összetűzésbe keveredett a testnevelés edzővel egy gyakorlat miatt, amit az edző meg akart vele csináltatni. Anyja ezt követően követelte, hogy az iskolaszék bocsássa el az edzőt; amikor visszautasították, a család Montgomerybe költözött. Payne és Williams elvesztette a kapcsolatot, bár végül Payne is Montgomerybe költözött, ahol 1939-ben a szegénységben halt meg. Williams később az egyetlen tanítójaként ismerte el.

## Karrier

### Korai évek
1937 júliusában a Williams és a McNeil család megnyitottak egy panziót Montgomery belvárosában, a South Perry utcában. Akkoriban Williams úgy döntött, hogy nevét nem hivatalosan megváltoztatja Hiramról Hankre. Ahogy Williams későbbi koncertjein meséli, a névváltoztatás állítólag azért történt, mert úgy hangzott, mint egy macska vonyítás. Mint a Hank Williams: Az Életrajz szerzői rámutatnak, a "Hank" egyszerűen sokkal inkább úgy hangzik, mint egy hillbilly és western csillag, mint a "Hiram". Ugyanebben az évben részt vett egy tehetségkutatón az Empire Színházban. Ő nyerte el a 15 dolláros első helyezést, első eredeti dalával, a WPA Blues-zal. Williams írta a dalszöveget, és Riley Puckett "Dissatisfied" dallamát használta.
Soha nem tanult meg kottát olvasni, és további pályafutása során szerzeményei a történetmesélésen és személyes tapasztalatain alapultak. Iskola után és a hétvégenként Williams énekelt és Silvertone gitárján játszott a járdán a WSFA rádióstúdió előtt. Az Empire Színházbeli győzelme és az utcai előadások felkeltették a WSFA producereinek figyelmét, akik időnként meghívták őt rádiós szereplésre. Sok hallgató kapcsolatba lépett a rádióállomással, hogy többet halljanak az "éneklő kölyöktől". Talán édesanyja hatására, a producerek felbérelték őt, hogy hetente kétszer 15 dolláros heti fizetésért adja le saját 15 perces műsorát.
1938 augusztusában Elonzo Williamst ideiglenesen kiengedték a kórházból. Váratlanul beállított Montgomery-be, a családi házba. Lillie nem fogadta vissza őt családfőnek, így csak addig maradt, hogy szeptemberben még megünnepelhesse Hank Williams születésnapját, mielőtt visszatért a Louisiana orvosi központba. Hank anyja azt állította, hogy meghalt. 
Williams sikeres rádióműsora jelentette a belépőt zenei karrierjéhez. Fizetése elég volt ahhoz, hogy saját zenekart alapítson, amit Drifting Cowboysnak nevezett el. Az eredeti tagok Braxton Schuffert gitáros, Freddie Beach hegedűs és a komikus Smith "Hezzy" Adair. James E. (Jimmy) Porter volt a legfiatalabb, mindössze 13 éves, amikor steel gitáron kezdett játszani Williamsnek. Arthur Whiting szintén gitáros volt a The Drifting Cowboysban.  A zenekar egész Közép- és Dél-Alabamát átutazta, klubokban és privát partykon léptek fel. James Ellis Garner késõbb hegedűn játszott neki. Lillie Williams lett a Drifting Cowboys managere. Williams 1939 októberében otthagyta az iskolát, így ő és a Drifting Cowboys teljes munkaidőben dolgozhatott. Lillie Williams megkezdte a műsorok foglalási dátumának szervezését, az árak tárgyalását és néhány fellépésre fuvarozta őket. Most már, Williams iskolai kötelezettségei nélkül, a zenekar olyan messzire utazhat, mint Nyugat-Grúzia és a Florida Panhandle. A zenekar játszani kezdett mozikban a filmek előtt és később country bárokban. Williams alkoholfogyasztása kezdett problémává válni az utak során, alkalmanként a műsor bevételének egy nagy részét erre költötte. Közben a turnék között Williams visszatért a Montgomerybe, hogy megtartsa rádióműsorát. 

### 1940-es évek
Amerika 1941-ben történő világháborúba való belépése kemény idők kezdetét jelentette a Williamsek számára. Míg ő felmentést kapott a katonai szolgálat alól a háta miatt, miután egy Texas-i rodeón leesett egy bikáról, a zenekar tagjait mind besorozták. A helyettesítők közül sokan nem voltak hajlandók játszani a zenekarban Williams rosszabbodó alkoholizmusa miatt. Továbbra is részegen mutatkozott a rádiós műsorában, így 1942 augusztusában a WSFA rádióállomás "állandó ittasság" miatt kirúgta. Egy koncertje során Williams találkozott példaképévvel, a Grand Ole Opry sztárjával Roy Acuffal a színfalak mögött, aki később figyelmeztette őt az alkohol veszélyeire, mondván: "Van egy millió dolláros tehetséged, fiam, de egy tíz centes agyad."
A háború alatt egy hajóépítő cégnél dolgozott, Mobil, Alabamában, valamint bárokban énekelt a katonáknak. 1943-ban Williams találkozott Audrey Shepparddel egy gyógyszer bemutatón Banks, Alabamában. Williams és Sheppard együtt éltek és dolgoztak. Sheppard később elmondta Williamsnek, hogy Montgomerybe akar menni és együttest alapítani vele, és segít neki visszaszerezni a rádióműsorát. A pár 1944-ben összeházasodott egy andalúziai Texaco benzinkúton Alabamában egy anyakönyvvezető előtt. A házasságot jogellenesnek nyilvánították, mivel Sheppard korábbi férjétől való válása nem felelt meg a törvényesen előírt hatvan napos próbaidőnek.
1945-ben, amikor visszatért a Montgomery-be, Williams újra elkezdett előadni a WSFA rádióállomáson. Hetente dalokat írt a műsorok előadására. Új repertoárjának eredményeként, megjelent Williams első énekeskönyve, Eredeti dalok Hank Williamstől címmel. A könyv csak a dalszövegeket tartalmazott, mivel fő célja az volt, hogy nagyobb közönséget vonzzon, bár az is lehetséges, hogy nem akart fizetni a lekottázásért. Tíz dalt tartalmazott: "Mother Is Gone", "Won't You Please Come Back", "My Darling Baby Girl" (Audrey Shepparddel), "Grandad's Musket", "I Just Wish I Could Forget", "Let's Turn Back the Years", "Honkey-Tonkey", "I Loved No One But You", "A Tramp on the Street", és "You'll Love Me Again". Williams dalszerzőként kezdett ismertté válni, Sheppard lett a menedzsere, és néha élő koncertjein kísérte a duettekben.
1946. szeptember 14-én Williams meghallgatáson volt a nashville-i Grand Ole Opry- n, de elutasították. A meghallgatás meghiúsulása után Williams és Audrey Sheppard megpróbálták felkelteni a közelmúltban létrehozott Acuff-Rose Music zenei kiadó cég érdeklődését. Williams és felesége a társaság elnökéhez, Fred Rose-hoz fordult egy szokásos pingpongjátéka során a WSM rádióstúdióban. Audrey Williams megkérdezte Rose-tól, hogy férje elénekelhetne-e neki egy dalt ott helyben. Rose belement, és tetszett neki Williams zenei stílusa. Rose aláírt Williams-el egy hat-dalos szerződést, és az üzletnek köszönhetően Williams leszerződött az Sterling Records-szal. 1946. december 11-én az első felvételén rögzítette: "Wealth Won't Save Your Soul", "Calling You", "Never Again (Will Knock on Your Door)" és "When God Comes and Gathers His Jewels", amelyet téves címmel jelentettek meg ("When God Comes and Fathers His Jewels"). A "Never Again" és a "Honky Tonkin" felvételek sikeresek lettek, és Williams felkeltette MGM Records figyelmét.
Williams 1947-ben aláírt az MGM Recordsnál, és megjelentette a "Move It on Over" -t; a rock and roll zene korai példáját, a dal nagy country sláger lett. 1948-ban Louisiana városába költözött Shreveportba, és csatlakozott a Louisiana Hayride-hoz, egy rádió-műsorhoz, ami a nappalikba hozta őt egész délkeleten a hétvégi show-ban. Végül Williams elkezdett vinni egy műsort a KWKH-ban és turnézni kezdett Louisiana nyugati és Texas keleti részén, szombatonként mindig visszatérve a Hayride heti közvetítésére. Néhány mérsékelt sikerű sláger után 1949-ben kiadta az 1922-es Cliff Friend & Irving Mills dalának saját verzióját, a "Lovesick Blues"-t, amely Rex Griffin tett népszerűvé. Williams verziója hatalmas country sláger lett; a szám négy egymást követő hónapon át maradt az első helyen a Billboard-listán, átnyúlva a mainstream közönséghez, helyet szerezve Williams-nek a Grand Ole Opry-n. 1949. június 11-én Williams debütált a Grand Ole Opry-n, ahol ő lett az első előadó, aki hatszor tapsoltak vissza. Bob McNett (gitár), Hillous Butrum (basszus), Jerry Rivers (hegedű) és Don Helms (steel gitár), a Drifting Cowboys leghíresebb felállása, becslések szerint 1,000 dollárt keresett műsoronként. Ebben az évben Audrey Williams életet adott Randall Hank Williams-nek (Hank Williams Jr.). 1949-ben, Williams csatlakozott a Grand Ole Opry első európai turnéjához, Angliában, Németországban és az Azori-szigeteken katonai bázisokon adtak elő. Williams hét slágert adott ki a "Lovesick Blues" után, köztük a "Wedding Bells", "Mind Your Own Business", "You're Gonna Change (Or I'm Gonna Leave)", és "My Bucket's Got a Hole in It".